# Wasilij Winogradow
Wasilij Pietrowicz Winogradow (ros. Василий Петрович Виноградов, ur. 26 grudnia 1894?/7 stycznia 1895 we wsi Gusaki w guberni twerskiej, zm. 19 stycznia 1985 w Leningradzie) – rosyjski rewolucjonista, działacz bolszewicki, dwukrotny Bohater Pracy Socjalistycznej (1975 i 1985).

## Życiorys
Urodził się w rodzinie chłopskiej. W latach 1908–1916 pracował w fabrykach w Petersburgu i Rewla (Tallina), w 1913 związał się z ruchem rewolucyjnym, pomagał zbierać środki na wydawanie "Prawdy", w 1915 wstąpił do SDPRR(b) i został członkiem Wyborskiego Komitetu SDPRR(b) w Piotrogrodzie. W marcu 1916 został aresztowany za działalność w partii bolszewickiej, po śledztwie skazany na zesłanie zamienione na skierowanie do armii, służył w zapasowym pułku w Finlandii. Po rewolucji lutowej został wybrany do komitetu pułkowego, a wkrótce członkiem Rady Piotrogrodzkiej i sekretarzem organizacji SDPRR(b) piotrogrodzkiego zakładu metalurgicznego, jesienią 1917 pełnił funkcję agitatora komunistycznego w guberni kałuskiej, a od listopada 1917 do 1918 ponownie sekretarza organizacji SDPRR(b) piotrogrodzkiego zakładu metalurgicznego. W latach 1918–1923 był pracownikiem politycznym Armii Czerwonej, w tym od października 1918 komisarzem 1 (Północnego) Okręgu Ochrony Pogranicznej, od 25 stycznia 1919 komisarzem 1 Dywizji Wojsk Pogranicznych Frontu Zachodniego, później członkiem Piotrogrodzkiego Trybunału Rewolucyjnego i do 1922 komisarzem Okręgu Piotrogrodzkiego Okręgu Wojsk Pogranicznych GPU, a od grudnia 1922 do lipca 1923 przewodniczącym Komitetu Wykonawczego Briańskiej Rady Gubernialnej. Od grudnia 1924 do września 1924 był przewodniczącym Komitetu Wykonawczego Zabajkalskiej Rady Gubernialnej, 1925-1927 dyrektorem zakładu metalurgicznego im. Kominternu w Leningradzie, a 1927-1930 sekretarzem odpowiedzialnym Komitetu Okręgowego WKP(b) w Łodiejnym Polu, następnie do 1933 studiował w Akademii Przemysłowej. W 1933 ponownie został dyrektorem zakładu metalurgicznego im. Kominternu w Leningradzie, od 1940 do sierpnia 1941 był dyrektorem Instytutu Odbiorników Radiowych i Akustyki w Leningradzie, od sierpnia 1941 do 1945 służył w Armii Czerwonej, gdzie był m.in. organizatorem partyjnym 541 pułku artyleryjskiego na Froncie Leningradzkim, dosłużył się stopnia podpułkownika służby intendenckiej. Po wojnie zdemobilizowany, pracował w Leningradzie, 1950-1957 był tam dyrektorem laboratorium naukowo-badawczego ds. walki z zakłóceniami radiowymi, a 1957-1959 członkiem zarządu organizacji towarzystwa "Znanije", w 1959 przeszedł na emeryturę. W 1927, 1966, 1976 i 1981 był delegatem na XV, XVIII, XXV i XXVI Zjazdy WKP(b)/KPZR.

## Odznaczenia
- Medal Sierp i Młot Bohatera Pracy Socjalistycznej (dwukrotnie - 6 stycznia 1975 i 4 stycznia 1985)
- Order Lenina (trzykrotnie - 28 października 1967, 6 stycznia 1975 i 4 stycznia 1985)
- Order Rewolucji Październikowej (4 stycznia 1980)
- Order Czerwonego Sztandaru Pracy (21 czerwca 1957)
- Order Wojny Ojczyźnianej II klasy (26 lipca 1945)
- Order Czerwonej Gwiazdy (7 marca 1944)
- Order „Znak Honoru” (17 kwietnia 1940)

I medale.